# Cotecontla
Cotecontla är en ort i Mexiko.   Den ligger i kommunen Huatusco och delstaten Veracruz, i den sydöstra delen av landet, 240 km öster om huvudstaden Mexico City. Cotecontla ligger 1 070 meter över havet och antalet invånare är 408.
Terrängen runt Cotecontla är huvudsakligen kuperad, men åt sydost är den bergig. Terrängen runt Cotecontla sluttar österut. Runt Cotecontla är det ganska tätbefolkat, med 139 invånare per kvadratkilometer. Närmaste större samhälle är Huatusco de Chicuellar, 7,0 km nordväst om Cotecontla. I omgivningarna runt Cotecontla växer i huvudsak städsegrön lövskog.